# Frank Ewert

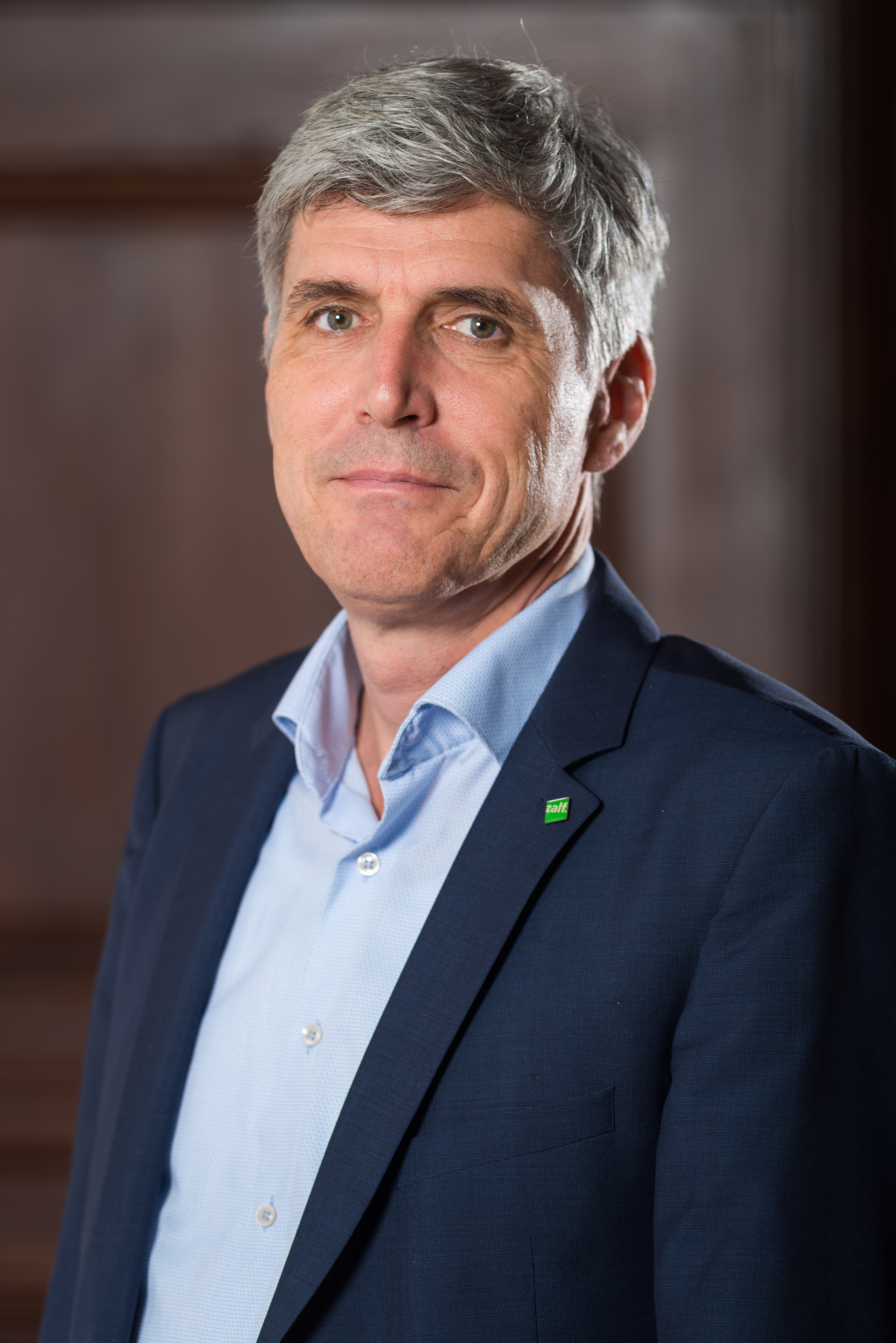
Frank Ewert (2016)

Frank Ewert (* 1963) ist ein deutscher Agrarwissenschaftler und Wissenschaftlicher Direktor des Leibniz-Zentrums für Agrarlandschaftsforschung (ZALF e. V.) sowie Professor für Pflanzenbau an der Universität Bonn. Zu seinen Fachgebieten zählen Nutzpflanzenwissenschaften, Produktionsökologie, Systemanalyse und Pflanzenwachstums-Modellierung. Themenschwerpunkte seiner Arbeit sind Nachhaltigkeitsbewertungen und Folgenabschätzungen zum Einfluss des Klimawandels auf Pflanzenproduktionssysteme, Ernährungssicherheit und Ressourcenschutz.

## Beruflicher Werdegang
Frank Ewert studierte von 1983 bis 1988 Agrarwissenschaften an der Universität Rostock (Deutschland). Von 1988 bis 1993 folgte ein Promotionsstudium an der Universität Rostock. Seine wissenschaftliche Laufbahn setzte er 1995 als Wissenschaftlicher Mitarbeiter am Forschungszentrum Long Ashton Research Station der University of Bristol und des Agricultural and Food Research Council (AFRC) in Großbritannien fort. Von 1995 bis 2002 arbeitete Frank Ewert als Assistant and Associate Research Professor am „Department of Agricultural Sciences“, der Royal Veterinary and Agricultural University, später der Universität von Kopenhagen in Dänemark. Im Anschluss forschte er von 2002 bis 2008 als Senior Scientist am „Department of Plant Sciences“ an der Universität Wageningen in den Niederlanden.
2008 wurde er an die Universität Bonn berufen, wo er seitdem als Professor für „Crop Science“ am „Institute of Crop Science and Resource Conservation (INRES)“ tätig ist. Dort leitet er außerdem die Arbeitsgruppe Pflanzenbau.
Mit Wirkung vom 1. März 2016 übernahm Frank Ewert die Aufgabe des Wissenschaftlichen Direktors am Leibniz-Zentrum für Agrarlandschaftsforschung in Müncheberg bei Berlin. Für die Wahrnehmung dieser Funktion wurde er von der Universität Bonn beurlaubt.
In 2002 und 2012 erhielt Frank Ewert Rufe von der Technischen Universität München (Professur für Ökologische Landwirtschaft) und der University of Reading (Professor of Crop Science), denen er nicht folgte.

## Mitgliedschaften
- Sprecher des Konsortiums NFDI4Agri (Nationale Forschungsdateninfrastruktur for Agricultural Sciences)
- Member of the Scientific Group of the UN Secretary-General’s 2021 Food Systems Summit
- Chair of the Supervisory Board (Konsortialrat) of Research Programme LIL (Land-Innovation Lausitz)
- Mitglied der „Leitungsgruppe Forschung“ (BMEL)
- Mitglied im International Advisory Board der PE&RC Graduate School for Production Ecology & Resource Conservation, Universität Wageningen
- Mitglied der Steuerungsgruppe des DFG Exzellenz Clusters „PhenoRob“
- Mitglied im AgMIP Leaders Forum
- Co-Leiter der „Working Group on Plant Modelling“ der Wheat Initiative[4]
- Vorsitzender des Konsortialrates des Programms „WIR Land Innovation Lausitz“ (BMBF)
- Mitglied im Editorial Board verschiedener Fachzeitschriften, u. a. “Field Crops Research”, “European Journal of Agronomy”, “Nature Scientific Reports”, „Socio-Environmental Systems Modeling (SESMO)“ und in der Vergangenheit (2002-2015) in “Agriculture, Ecosystems and Environment”

## Auszeichnungen
- Research Award for Foreign Specialists, administered by the National Institute of Agro-Environmental Sciences, Japan
- Highly Cited Researcher 2016 (Web of Science)
- Highly Cited Researcher 2017 (Web of Science)
- Highly Cited Researcher 2018 (Web of Science)
- Highly Cited Researcher 2019 (Web of Science)[5]
- Highly Cited Researcher 2020 (Web of Science)[6]
- Highly Cited Researcher 2021 (Web of Science)[7]
- Highly Cited Researcher 2022 (Web of Science)[8]

## Veröffentlichungen
- Publikationen am ZALF
- Veröffentlichungen von Frank Ewert bei Google Scholar
- Frank Ewert auf ResearchGate

### Auswahl von Medienbeiträgen, Interviews und Podiumsdiskussionen
- Faces of PhenoRob: Frank Ewert (24. Februar 2023)
- querFELDein-Podcast-Folge mit Prof. Frank Ewert: #21 Wie gut ist Deutschland auf Schocks in der Landwirtschaft vorbereitet? (27. Oktober 2022)
- querFELDein-Podcast-Folge mit Prof. Frank Ewert: #18 Was wird aus den Vorschlägen der Zukunftskommission Landwirtschaft? (4. August 2022)
- Ist mehr Vielfalt in der Landwirtschaft möglich? Das ZALF-Landschaftslabor patchCROP, Videobeitrag mit Prof. Frank Ewert (2. Juli 2021)
- Podiumsdiskussion, "The European Food System: The transition towards sustainability and climate mitigation", FACCE 10 Year Event (26. November 2020)
- W wie Wissen, Das Ende der Bauernregeln (14. November 2020)
- Interview mit ZALF-Direktor Prof. Frank Ewert und Dr. Annette Piorr: Regionale oder globale Versorgungssysteme: Wird die Corona-Pandemie die Landwirtschaft verändern? (15. Juli 2020)
- Prof. Frank Ewert im Deutschlandradio: Droht eine neue Dürresaison? (21. April 2020)
- Fragen an … Prof. Frank Ewert: Quo vadis deutsche Landwirtschaft? (11. Dezember 2019)
- querFELDein TALK #1: "Dürre Aussichten? Landwirtschaft im Klimawandel" (22. Oktober 2019)
- ZDF-Dokumentation (Ausschnitt) „Bauern im Hitzestress“ (19. August 2019)
- Prof. Frank Ewert im Interview: Ist die Landwirtschaft auf den Klimawandel vorbereitet? (30. Juli 2018)
- Interview: Prof. Dr. Frank Ewert, wissenschaftlicher Direktor des ZALF: Klimawandel, Ernährungssicherheit, Nachhaltigkeit - Herausforderungen der Zukunft auf der Landschaftsebene lösen. (2017)
- Prof. Frank Ewert wird Wissenschaftlicher Direktor des ZALF Müncheberg. (18. Februar 2016)
- “Climate change and food - wheat harvests at risk.” Deutsche Welle. (September 2015)

### Auswahl von Vorträgen
- Digital technologies for sustainable crop production: progress and challenges. Keynote at DigiCrop Conference 2020
- Welcome Note von Prof. Frank Ewert (ZALF) @ 62. Tagung der GPW (Berlin 2019) (6. Januar 2020)
- PhenoRob Seminar: Frank Ewert (14. Juni 2019)
- 100 Years Long-Term Field Experiments at Rothamsted Research, Rothamsted, Invited Plenary Note 21-23 May 2018. (ab Minute 16:16)
- Interdrought-V Internationale Konferenz, Invited Plenary Keynote. Hyderabad, India. 21-25 February 2017.
- iCropM2016, International Conference. Welcome Note and Summary, Berlin 2016.
- Climate Smart Agriculture, International Conference, Invited Plenary Key Note UC Davis, USA, 20. März 2013 (ab Minute 35)
- ESA Congress, Invited Planery Keynote. "Will agriculture be able to adapt to climate change and at which scale can we act?" Montpellier, France, 2010

## Belege
1. ↑  Mitarbeiterseite des ZALF zu Frank Ewert. Abgerufen am 11. Februar 2021.
2. ↑  Mitarbeiterliste der Lehrstuhlleitung für Pflanzenbau an der Universität Bonn. Abgerufen am 11. Februar 2021.
3. ↑  Mitarbeiterseite der Universität Bonn von Prof. Dr. Frank Ewert. Abgerufen am 11. Februar 2021 (englisch).
4. ↑  Wheat. In: agmiporg. Abgerufen am 22. März 2021 (amerikanisches Englisch).
5. ↑  Highly Cited Researchers 2019. In: Web of Science. Abgerufen am 11. Februar 2021 (englisch).
6. ↑  Highly Cited Researchers 2020. In: Web of Science. Abgerufen am 11. Februar 2021 (englisch).
7. ↑  Highly Cited Researchers. In: Web of Science. Clarivate, abgerufen am 9. März 2023 (englisch).
8. ↑  Highly Cited Researchers. In: Clarivate. Abgerufen am 15. März 2023 (englisch).

| Personendaten    | Personendaten             |
| ---------------- | ------------------------- |
| NAME             | Ewert, Frank              |
| KURZBESCHREIBUNG | deutscher Hochschullehrer |
| GEBURTSDATUM     | 1963                      |